# Alcino Baris

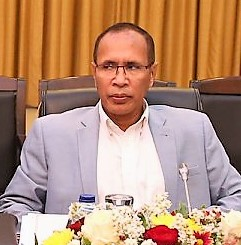
Alcino de Araújo Baris (2019)

Alcino de Araújo Baris (* 23. Dezember 1964; † 4. August 2025) war ein osttimoresischer Politiker und Beamter.

## Werdegang
Baris studierte an der Udayana-Universität auf Bali. Im Februar 2000 wurde Baris im noch unter UN-Verwaltung stehendem Land zum Staatsanwalt vereidigt. Er arbeitete am Distriktsgericht Dili.
2002 wurde er bei der Unabhängigkeit des Landes, neben Ilda da Conceição, einer der beiden Vizeminister für Innere Verwaltung. Am 6. März 2003 wurde er Vizeminister für Inneres. Infolge der Geschehnisse bei den Unruhen in Osttimor 2006 trat unter anderem Innenminister Rogério Lobato zurück. Baris wurde daher zum neuen Innenminister. Das Amt behielt er auch unter den neuen Premierministern José Ramos-Horta (ab 14. Juli 2006) und Estanislau da Silva (ab 19. Mai 2007). Erst nach den Parlamentswahlen in Osttimor 2007 schied Baris am 8. August aus der Regierung aus. 2009 wurde Baris Mitglied des Conselho Superior do Ministério Publico und am 15. Juli Kommissar der Comissão Nacional de Eleições (CNE), der nationalen Wahlkommission. Außerdem war Baris Berater Ramos-Hortas für den Sicherheitsbereich, als dieser Staatspräsident war (2007–2012). Von 2016 bis 2021 war Baris Präsident der CNE. Seit 2021 ist er als Abgesandter des Parlaments einfacher Kommissar in der CNE.
Am 23. Oktober 2017 wurde Baris von Präsident Francisco Guterres zum Mitglied des Staatsrats ernannt. Das Amt hatte er bis 2023 inne.

## Ehrungen
2012 erhielt Baris die Insígnia des Ordem de Timor-Leste.